# Chézy (Allier)
Chézy település Franciaországban, Allier megyében. Lakosainak száma 214 fő (2022. január 1.). Chézy La Chapelle-aux-Chasses, Chevagnes, Gennetines, Lusigny, Yzeure és Lucenay-lès-Aix községekkel határos.

## Népesség
A település népességének változása:
| Lakosok száma | 305  | 203  | 244  | 208  | 218  | 235  | 243  | 227  | 219  | 214  |
|               | 1968 | 1982 | 1990 | 2006 | 2013 | 2015 | 2017 | 2019 | 2020 | 2022 |